# زبان خمر باستان
زبان خمر باستان کهن‌ترین مرحله تأییدشده زبان خمر، یک زبان آستروآسیایی از لحاظ تاریخی که امروزه در سراسر کامبوج، ویتنام جنوبی و بخش‌هایی از تایلند و لائوس صحبت می‌شود، است. این زبان در سنگ‌نوشته‌های مربوط به اوایل سده هفتم تا چند دهه اول سده پانزدهم ثبت شده‌است. چنین سنگ‌نوشته‌هایی که تقریباً یک هزاره را در بر می‌گیرند و تعداد آن‌ها به بیش از هزار عدد می‌رسد، یکی از گسترده‌ترین منابع اسناد در جنوب شرقی آسیا را ارائه می‌دهند.